# Santa Pudenziana
Santa Pudenziana je římská bazilika postavená ve 4. století a zasvěcená svaté Pudentianě, sestře svaté Praxedy a dceři svatého Pudense (je zmiňován v epištole svatého Pavla, Druhý list Timoteovi, 4:21). Pravost legendy o svaté Pudentianě byla církví zpochybněna a byl navržen nový název baziliky: buď Saint Pudens nebo Domus Pudentiana.

## Historie
Bazilika Santa Pudenziana je uznávána jako nejstarší místo křesťanské bohoslužby v Římě. Nejprve byl prostý občanský dům z 2. století, (pravděpodobně za pontifikátu Pia I. v letech 140–55 n. l.) přeměněn na kostel a později se stavba stala bazilikou. Pravá strana baziliky byla původně součástí římských lázní z doby císaře Hadriána (117–38 n. l.) což je stále znát v apsidě. Později se bazilika stala rezidencí papeže, dokud v roce 313 n. l. císař Konstantin I. neurčil jako sídlo papežů Lateránský palác. Ve 4. století za vlády papeže Siricia (mimochodem Siricius byl první kdo začal používat titul papež) byla budova transformována na baziliku a podle dokumentů synody z roku 499 byla nazvána titulus Pudentis, což naznačuje, že zde bylo povoleno sloužit křesťanské mše a vykonávat obřady svátosti.
Bazilika se nachází pod úrovní moderní ulice. Vstup je chráněn brankou z tepaného železa. V 19. století byly přidány na obě strany vchodu schody, kterými se vstupuje na čtvercové nádvoří. Vybledlá fasáda vstupní haly (1870) je zdobena mramorovým vlysem, který byl původně částí portálu z 11. století. Jedná se o významné dílo středověkého římského sochařství. Zleva doprava zobrazuje zakladatele kostela, tedy původní majitele domu, ze kterého se stal nejprve kostel a poté bazilika: svatá Pudentiana, svatá Praxeda a jejich otec svatý Pudens. Sloupy v lodi byly součástí původní budovy.
Románská zvonice byla přistavěna počátkem 13. století. Během rekonstrukce baziliky z roku 1388 kterou prováděl Francesco da Volterra na objednávku kardinála Enrica Caetaniho byly sloučeny tři hlavní lodě do jedné a byla přidána kupole, kterou také navrhl Francesco da Volterra. Obraz Andělé a svatí před Spasitelem (Angeli e santi davanti al Salvatore) v interiéru dómu je freska od Pomarancia. Během posledních restauračních prací byly nalezeny fragmenty Láokoónova sousoší, některé z nich byly větší než ty, které byly nalezeny ve Vatikánu. Protože se nenašel nikdo, kdo by zlomky sousoší koupil, byly opět uloženy na místo nálezu. Fasáda byla obnovena v roce 1870 a Pietro Gagliardi vytvořil na fasádě fresky.

## Interiér
Na zdi za hlavním oltářem jsou tři obrazy z roku 1803 od Bernardina Nocchiho. Zleva doprava: sv. Timoteus, Sláva sv. Pudentiana, sv. Novatus.
Mozaika v apsidě je pozdně antická, pochází přibližně z konce 4. století; historici vztahují datování buď k pontifikátu papeže Siriciuse (384–399) nebo Inocence I. (401–417), restaurována byla v 16. století. Patří mezi nejstarší křesťanské mozaiky v Římě a je jednou z nejpozoruhodnějších mozaik mimo Ravennu, kterou historik Ferdinand Gregorovius z 19. století považuje za nejkrásnější mozaiku v Římě.
Mozaika je pozoruhodná svou ikonografií. Kristus je zde ukázán spíše jako člověk než jako symbol, nikoli tedy jako dobrý pastýř nebo beránek boží, jako bylo zvykem na velmi raných křesťanských obrazech. Mozaika předznamenává Krista jako krále, zobrazuje ho způsobem jakým byl zobrazován na byzantských mozaikách. Kristus sedí na trůnu pokrytém drahokamy a má na sobě zlatou tógu s fialovým lemováním (znamení císařské autority a zdůraznění autority Krista a jeho církve). Zaujímá pózu klasického římského učitele s nataženou pravou rukou, v levé ruce drží text: „Dominus Conservator Ecclesiae Pudentianae“ (Pán je strážcem církve Pudentiany). Sedí mezi svými apoštoly, z nichž dva byli při restaurování odstraněni. Apoštolové jsou zobrazeni v senátorských tógách. Všechny postavy mají individuální výraz a hledí k divákovi. Spodní část mozaiky byla odstraněna během restaurování na konci 16. století. Vyobrazení apoštolů na pravé straně se postupem času ztratilo a bylo nahrazeno mozaikou novou. Dvě ženské postavy (představující „církev“ a „synagogu“) drží věnec nad hlavou Svatých Petra a Pavla. Nad nimi jsou zobrazeny střechy a kopule nebeského Jeruzaléma (nebo, podle jiného výkladu, kostely postavené císařem Konstantinem v Jeruzalémě). Nad Kristem stojí na kopci (Golgota) velký drahokam pokrytý křížem na znamení Kristova triumfu uprostřed křesťanských symbolů čtyř evangelistů. Tyto ikonografické symboly (anděl, lev, vůl a orel) jsou nejstaršími dosud existujícími podobami evangelistů. Pozadí tvoří modrá obloha s oranžovým západem slunce.
Jeden z historiků navrhl, že intronizovaná postava ve středu mozaiky v apsidě, která je obvykle považována za Krista, ve skutečnosti představuje Boha Otce, což by bylo k tomuto datu v umění mimořádně neobvyklé zobrazení Boha Otce.

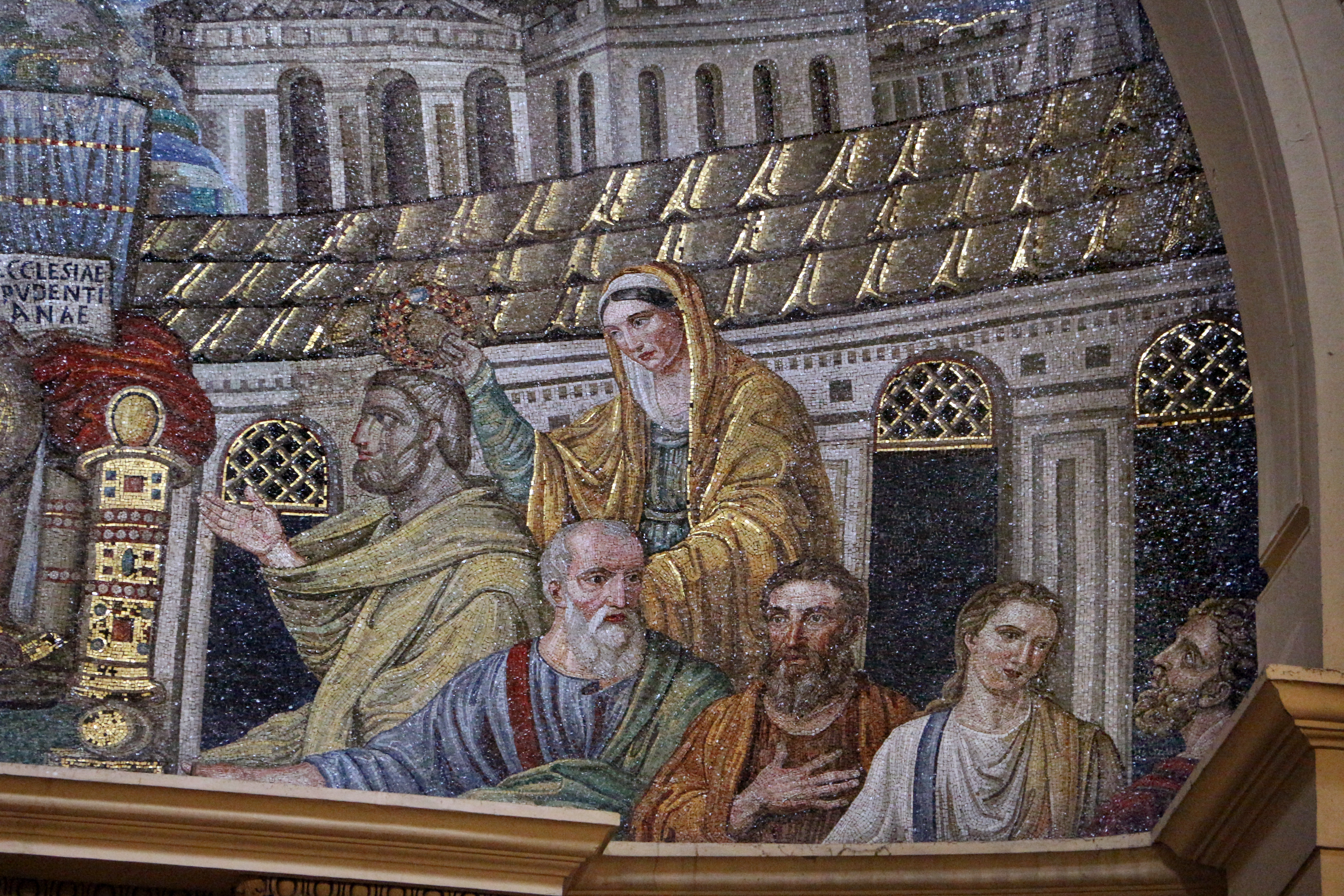
Detail mozaiky z 5. století v bazilice Santa Pudenziana

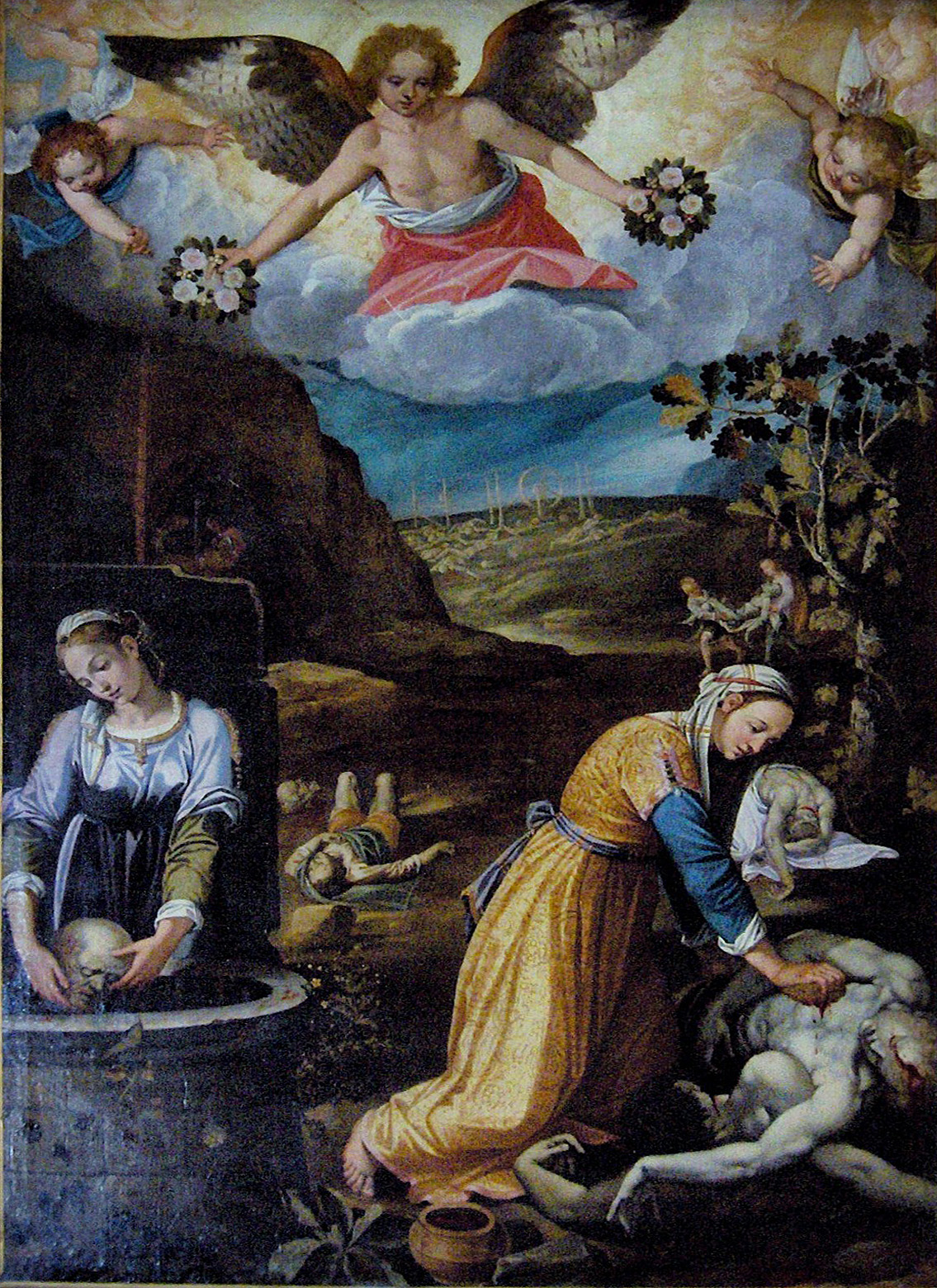
Svaté Praxeda a Pudentiana sbírají krev mučedníků, Giovanni Paolo Rossetti (1621)

## Kaple
- Kaple svatého Petra: v kapli svatého Petra na levé straně apsidy je uložena část stolu, u kterého svatý Petr vykonával obřad eucharistie v domě svatého Pudense. Zbytek stolu je vložen do papežského oltáře svatého Jana v Lateránu. Socha na oltáři (1594) od architekta a sochaře Giacoma della Porta zobrazuje Krista, jemuž svatý Petr předává klíče od nebeské brány. Ve stejné kapli jsou ve zdi dvě bronzové desky, které vysvětlují, že zde sv. Petr poprvé v Římě při eucharistii podával chléb a víno jako posvěcení obřadu. Dlažba v kapli je stará. Dveře se otvírají na dvorek s malou kaplí s freskami z 11. století.
- Kaple svatého Kříže: v kapli je uložen bronzový krucifix od Achilla Tamburiniho.
- Kaple Madony milosrdné: v kapli je obraz Narození Madony od Lazarra Baldiho
- Kaple svatého Bernarda v kapli je obraz svatého Benedikta a svaté Kateřiny ze Sieny
- Kaple Caetani: kapli pro rodinu Caetaniů (rodina papeže Bonifáce VIII.) navrhl Capriano da Volterra v roce 1588 a po jeho smrti v roce 1601 ji dokončil Carlo Maderno. Podlahu tvoří pozoruhodné mozaiky. Na sloupy byl použit speciální mramor, lumachela. Reliéf nad oltářem je z roku 1599, autorem je Pier Paolo Olivieri a zobrazuje Klanění tří králů (Adoration of the Magi). Giovanni Paolo Rossetti namaloval v roce 1621 pro kapli obraz Svaté Praxeda a Pudentiana sbírají krev mučedníků. Podle návrhu Federica Zuccariho vytvořil na stropě kaple fresku Evangelista.

Sochu sv. Pudentiany vytvořil Claude Adam kolem roku 1650. Studna sester stojí těsně před kaplí Caetani v levé uličce, o níž se říká, že obsahuje ostatky 3 000 prvních mučedníků, z nichž mnohé sem přinesly a ukryly sestry Pudentiana a Praxeda. Místo je označeno čtvercovou porfyrovou deskou v podlaze.
Druhý vatikánský koncil v roce 1969 rozhodl o odstranění jmen sester Pudentiany a Praxedy ze seznamu křesťanských mučedníků, neboť koncil neshledal důkazy o jejich životě za dostatečně ověřené.

## Titulární kostel
Bazilika slouží jako titulární kostel kardinálů. Od smrti kardinála Joachima Meisnera dne 5. července 2017 nebyl Titulus S. Pudentianae naplněn až do 28. června 2018, kdy papež František přidělil titul kardinálovi Thomasovi Man’yō Maedovi. Jedním z bývalých kněží této baziliky byl i kardinál Luciano Bonaparte, prasynovec císaře Napoleona I.